# Fausto Burgos

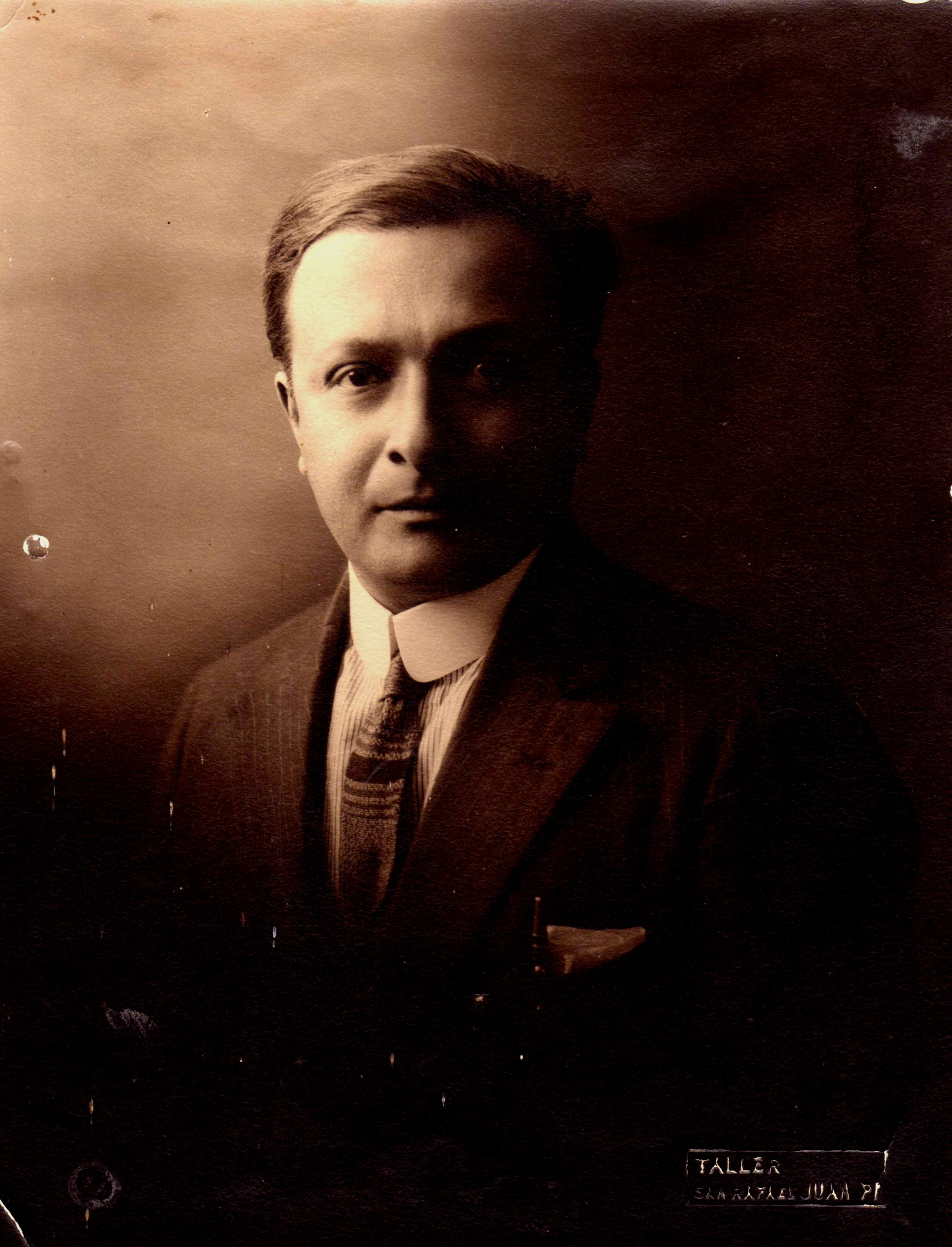
Fausto Burgos, ca. 1920

Fausto Burgos (* 7. Februar 1888 in Medinas, Provinz Tucumán; † 1953 in San Rafael, Provinz Mendoza) war ein argentinischer Journalist und Schriftsteller.

## Leben
Burgos stammte aus einer Familie des Mittelstandes: sein Vater, Pedro Burgos, war Kaufmann und seine Mutter, Carmen Bulacios, arbeitete ebenfalls im Familiengeschäft. Seine drei Brüder waren Horacio, Leopoldo und Oberto Burgos.
Nach der Schulzeit in seiner Heimatstadt ging Burgos nach La Plata, um an der dortigen Universität zu studieren. Während seines Studiums hatte er bald Kontakt zu verschiedenen literarischen und künstlerischen Zirkeln, wo er dann auch seine spätere Ehefrau, die Bildhauerin María Elena Catullo kennenlernte.
Nach erfolgreichem Abschluss seines Studiums begann Burgos für verschiedene Zeitungen und Zeitschriften zu schreiben. Er veröffentlichte regelmäßig in argentinischen Blättern wie „Caras y caretas“, „El Mundo“, „La Nación“ und „La Prensa“. Aber auch in ausländischen wie „ABC“, „El País“, „Vogue“ (Spanien), „Deutsches Volksblatt“ (Österreich), „Los Andes“ (Chile) oder „El Crónica“ (Peru).
Mit 53 Jahren starb Fausto Burgos 1953 in San Rafael, Mendoza und fand dort auch seine letzte Ruhestätte.

## Rezeption
Burgos konnte sich mit seinen Berichten und Reportagen schon bald einen Namen machen. Seine Beiträge im Feuilleton wurden geschätzt und seine Berichte und Reportagen erschienen bald auch in Zeitschriften und Zeitungen des Auslandes.
Daneben entstand mit den Jahren auch ein eigenständiges literarisches Werk, das von Publikum lobend aufgenommen wurde. Die offizielle Literaturkritik sah in Burgos – ähnlich wie Mateo Booz (1881–1943) oder Juan Carlos Dávalos (1887–1959) – eher einen Heimatschriftsteller, der sich dem weltoffeneren, da großstädtisch geprägten, Literaturbetrieb verweigerte. Auch wenn er zeitlebens etwas zurückgezogen lebte und arbeitete, korrespondierte er ausführlich mit Kollegen wie Manuel Lizondo Borda (1889–1966), Ataliva Herrera (1888–1953), Benito Lynch (1885–1951) oder Ricardo Rojas (1882–1957).

## Ehrungen
- 1929 Premío Municipal de Mendoza für seinen Roman Kanchis Soruco.

## Werke (Auswahl)
Erzählungen
- Pomán.
- Naatuchic, el médico. 1932.
- Huilca.

Lyrik
- Huancaras. 1928.
- Poemas de la Puna.
- Poemas del Regreso.

Romane
- Kanchis Soruco. 1929.
- Refugios del Alma. 1937.
- El Gringo. 1935.
- Los Regionales. 1939.
- Molino en Ruinas.
- Herz unterm Poncho. Roman (El Salar, 1930). Schrag Verlag, Nürnberg 1938.